# مطار شينينغ الدولي
مطار شينينغ الدولي (بالإنجليزية: Xining Caojiabu Airport) (إياتا: XNN، إيكاو: ZLXN) يقع في مدينة شينينغ في جمهورية الصين الشعبية. صنف مطار شينينغ الدولي في المرتبة الثالثة والأربعون في الصين من حيث عدد الركاب عام 2011 وفقًا لإدارة الطيران المدني في الصين، حيث تعامل مع 2,030,378 راكب، وبلغ إجمالي حركة الطائرات (القادمة والمغادرة) 18,176 طائرة وقد بلغت كمية البضائع المنقولة عبر المطار 11,882 طن.

## Aشركات الطيران والوجهات

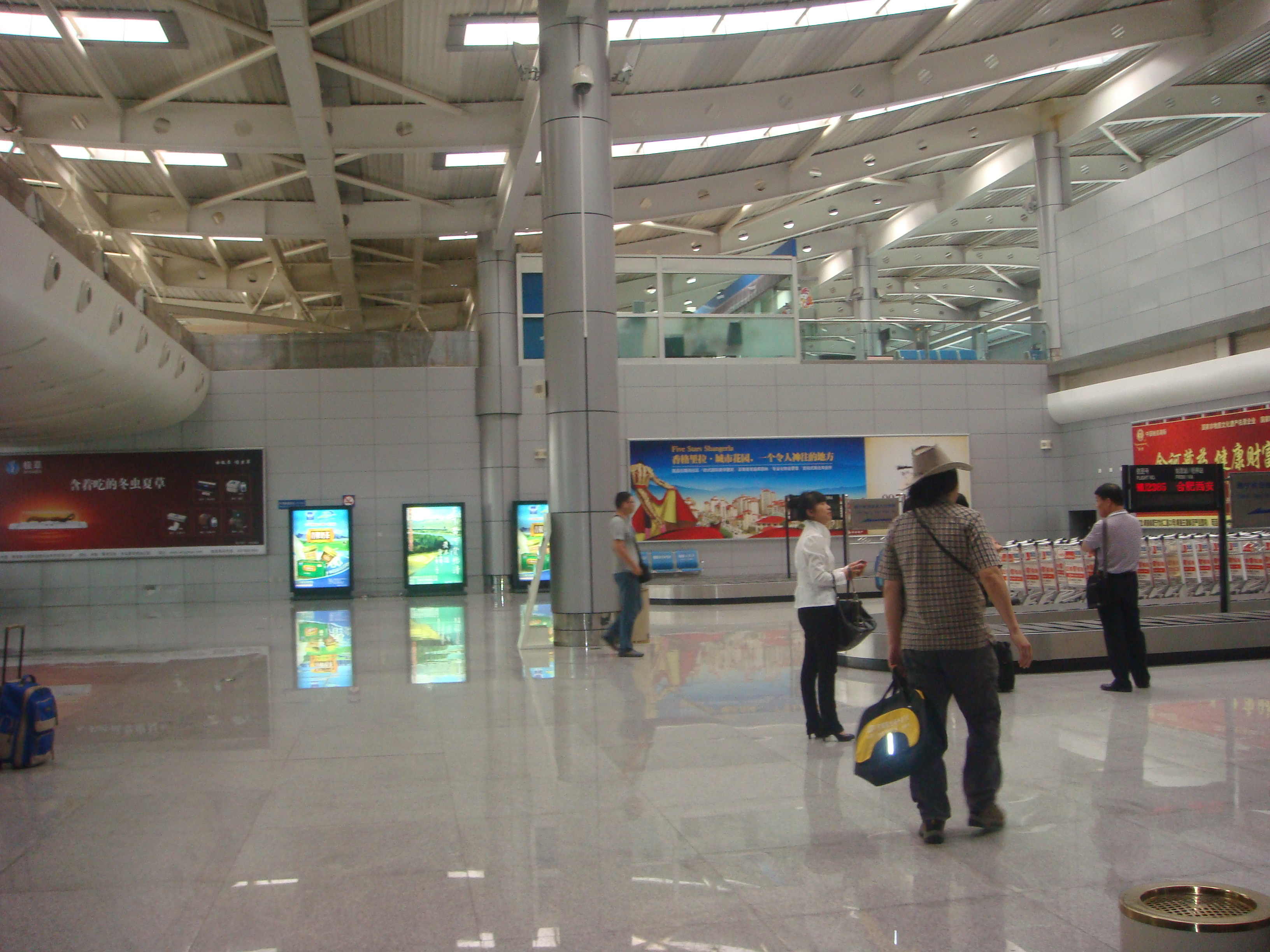
صالة الدخول

| شركـات طيـران            | الوجهات |
| ------------------------ | --- |
| 9 Air                    | مطار قوانغتشو باييون الدولي، مطار أورومتشي الدولي |
| طيران الصين              | مطار بكين العاصمة الدولي، مطار تشنغدو شوانغليو الدولي، مطار جينغديو الجديد، مطار هانغتشو شياوشان الدولي، مطار شانغهاي بودنغ الدولي، مطار تاييوان وسو الدولي، مطار تيانجين الدولي، مطار أورومتشي الدولي |
| Air Guilin               | مطار قويلين يانغ جيانغ الدولي، مطار هايكو ميلان الدولي |
| Air Travel ‏              | مطار تشانغشا هوانغوا الدولي، مطار نانجينغ الدولي، مطار سنن شوفانغ الدولي |
| خطوط العاصمة بكين الجوية | مطار بكين داشينغ الدولي، مطار يوشهو باتانغ |
| Chengdu Airlines         | مطار جينغديو الجديد، مطار هاربين الدولي |
| خطوط شرق الصين الجوية    | مطار بكين داشينغ الدولي، مطار جينغديو الجديد، مطار داتونغ يونغانغ، مطار ديلينغها، مطار دونهوانغ، مطار غولمود، مطار غولوغ داوو، مطار هانغتشو شياوشان الدولي، مطار حيفي شينكياو الدولي، مطار هوايان ليانشوي، مطار هواتغو، مطار جينان الدولي، مطار نانتشانغ تشانغبى الدولي، مطار نانجينغ الدولي، مطار نينغبو ليش الدولي، مطار اوردوس إيجين هورو، Qilian، مطار شانغهاي هونغكياو الدولي، مطار شانغهاي بودنغ الدولي، مطار شنيانغ الدولي، مطار ووهان الدولي، مطار شيان شيانيانغ الدولي، مطار شانغينغ ليوجي، مطار سوزهو جوانين، مطار ينتشوان خه دونغ، مطار يوشهو باتانغ |
| طيران الصين اكسبرس       | مطار اكسو، مطار باوتو يرليبان، مطار تشونغتشينغ جيانغبى الدولي، مطار هامي، مطار كورلا، مطار شيان شيانيانغ الدولي |
| خطوط جنوب الصين الجوية   | مطار بكين داشينغ الدولي، مطار تشانغتشون الدولي، مطار داليان الدولي، مطار قوانغتشو باييون الدولي، مطار قوييانغ لونغدونغابو الدولي، مطار هوهوت بايتا الدولي، مطار جييانغ شاوشان، مطار نانتشانغ تشانغبى الدولي، مطار نانشونغ غاوبينغ، مطار نانينغ الدولي، مطار غينغادو جياودونغ الدولي، مطار شنيانغ الدولي، مطار شينزين باوان الدولي، مطار أورومتشي الدولي، مطار ووهان الدولي، مطار شيان شيانيانغ الدولي، مطار وتايشهان، مطار ييتشانغ سانشيا، مطار تشنغتشو الدولي                                                                                                  |
| Donghai Airlines         | مطار بكين داشينغ الدولي، مطار نانتونغ شينغ دونغ، مطار شيهيان ودانغشان، مطار تشوهاى سانزو |
| خطوط هاينان الجوية       | مطار تشانغشا هوانغوا الدولي، مطار داليان الدولي، مطار هايكو ميلان الدولي، مطار لونغنان جينتشيو، مطار شينزين باوان الدولي، مطار تاييوان وسو الدولي، مطار شيان شيانيانغ الدولي |
| خطوط جونياو الجوية       | مطار شانغهاي بودنغ الدولي |
| LJ Air                   | مطار هاربين الدولي، مطار نينغبو ليش الدولي |
| طيران لونج               | مطار تشانغشا هوانغوا الدولي، مطار جينغديو الجديد، مطار تشونغتشينغ جيانغبى الدولي، مطار إينشي شوجيابينغ، مطار هاندان، مطار هانغتشو شياوشان الدولي، مطار كورلا، مطار نانجينغ الدولي، مطار نينغبو ليش الدولي، مطار شينزين باوان الدولي، مطار ونزهو يونجقيانج الدولي، مطار ووهان الدولي، Yan'an، مطار يولين يو يانغ، مطار تشنغتشو الدولي |
| Qingdao Airlines         | مطار لينفين غيوالي، مطار نانجينغ الدولي، مطار غينغادو جياودونغ الدولي، مطار يانغزهو تايزهو، مطار ينتشوان خه دونغ |
| Ruili Airlines           | Jingzhou، مطار كونمينغ جانغشوي الدولي، مطار سنن شوفانغ الدولي |
| خطوط شاندونغ الجوية      | مطار قوييانغ لونغدونغابو الدولي، مطار جينان الدولي، مطار غينغادو جياودونغ الدولي، مطار شيجياتشوانغ تشنغدينغ الدولي، مطار شيان شيانيانغ الدولي، مطار يانتاي جاوشوي الدولي، مطار ينتشوان خه دونغ |
| خطوط شانغهاي الجوية      | مطار شانغهاي بودنغ الدولي، مطار ونزهو يونجقيانج الدولي |
| خطوط شينزين الجوية       | مطار شنيانغ الدولي، مطار شينزين باوان الدولي، مطار شيان شيانيانغ الدولي، مطار تشنغتشو الدولي |
| خطوط سيتشوان الجوية      | مطار تشانغتشو بيننو، مطار تشنغدو شوانغليو الدولي، مطار جينغديو الجديد، مطار تشونغتشينغ جيانغبى الدولي، مطار دونهوانغ، مطار فويون، مطار هانغتشو شياوشان الدولي، مطار كونمينغ جانغشوي الدولي، مطار لاسا الدولي، مطار لوئهو يونلونغ، مطار ميانيانغ نانيجو، مطار نانينغ الدولي، مطار سانيا فينيكس الدولية، مطار أورومتشي الدولي، مطار شيان شيانيانغ الدولي |
| سبرينغ (شركة طيران)      | مطار شانغهاي هونغكياو الدولي، مطار شيجياتشوانغ تشنغدينغ الدولي |
| خطوط تيانجين الجوية      | Lianyungang |
| طيران التبت              | مطار تشنغدو شوانغليو الدولي، مطار غولمود، مطار غولوغ داوو، مطار خوتان، مطار لاسا الدولي، مطار نانجينغ الدولي، مطار نغاري غونشا، مطار شياجي، مطار شيجياتشوانغ تشنغدينغ الدولي، مطار ونزهو يونجقيانج الدولي، مطار يوشهو باتانغ |
| West Air ‏                | مطار تشونغتشينغ جيانغبى الدولي، مطار حيفي شينكياو الدولي، مطار كاشغر الدولي، مطار تشنغتشو الدولي |
| خطوط زيامن الجوية        | مطار بكين داشينغ الدولي، مطار تشانغشا هوانغوا الدولي، مطار تشونغتشينغ جيانغبى الدولي، مطار داليان الدولي، مطار فوتشو تشانغله الدولي، مطار هانغتشو شياوشان الدولي، مطار لويانغ الدولي، مطار جينجيانغ تشيوانتشو، مطار تيانجين الدولي، مطار ووهان الدولي، مطار شيامن قاوتشي الدولي، مطار تشنغتشو الدولي |